# John Strachey (geolog)
John Strachey, född den 10 maj 1671 i Chew Magna, England, död den 11 juni 1743 i Greenwich, var en brittisk geolog. 
Strachey ärvde egendomar innefattande Sutton Court från sin far vid tre års ålder. Han skrev in sig vid Trinity College, Oxford och blev upptagen vid Middle Temple, London, 1688. Fellow i Royal Society blev han 1719.
Han introducerade en teori om klippformationer kända som strata, ett arbete som vidareutvecklades av William Smith. Utöver sitt kartritande och sina geologiska intresse offentliggjorde han åtskilliga andra verk, bland dem An Alphabetical List of the Religious Houses in Somersetshire (1731).